# Альтенфельден
Альтенфельден (нем. Altenfelden) — ярмарочная коммуна (нем. Marktgemeinde) в Австрии, в федеральной земле Верхняя Австрия.
Входит в состав округа Рорбах.  Население составляет 2183 человека (на 31 декабря 2005 года). Занимает площадь 26,33 км². Официальный код  —  41304.

## Политическая ситуация
Бургомистр коммуны — Франц Траутендорфер (АНП) по результатам выборов 2003 года.
Совет представителей коммуны (нем. Gemeinderat) состоит из 25 мест.
- АНП занимает 15 мест.
- СДПА занимает 7 мест.
- АПС занимает 3 места.